# Kotelnica (946 m)
Kotelnica (946 m) – szczyt w Paśmie Lubania w Gorcach. Porośnięty lasem świerkowym. Północne stoki opadają do doliny Ochotnicy. W południowym kierunku Kotelnica tworzy grzbiet oddzielający Hubny Potok od Potoku Szlembarskiego. Na grzbiecie tym znajdują się pola i zabudowania wsi Huba. Nieco na wschód od szczytu Kotelnicy jest skrzyżowanie dróg leśnych; tą w południowym kierunku można zejść do wsi Huba, tą w północnym kierunku do Ochotnicy Górnej.
Przez szczyt Kotelnicy biegnie granica między wsiami Szlembark i Huba (stoki południowe) oraz Ochotnicą Górną (stoki północne) w powiecie nowotarskim, w województwie małopolskim.

## Nazwa
Nazwa szczytu pochodzi od gwarowego słowa kotelnica, które ma dwa znaczenia: kotlina (lub inna depresja) albo miejsce kocenia się (i zimowania) owiec. Pochodzące od tego słowa geograficzne nazwy spotyka się w wielu miejscach w Karpatach, a w pasmie Lubania jeszcze kilkanaście razy. Należy zaznaczyć, że „Słownik gwar polskich” Jana Karłowicza (1901) nazwę kotelnica podaje jedynie w odniesieniu do owiec oraz jako nazwę polany. W przypadku omawianej góry aktualne jest jedynie znaczenie jako miejsce kocenia się owiec i ma związek z praktykowanym tu dawniej szeroko pasterstwem.

## Konotacje historyczne
Szczyt Kotelnicy, gdzie zbiegają się granice Ochotnicy, Szlembarku i Huby, był tradycyjnie miejscem, w którym chowano samobójców lub po prostu pozostawiano ich zwłoki na pastwę dzikich zwierząt. Do transportu używano zwykle prostych, dwukołowych wózków, które po przewiezieniu zwłok porzucano na miejscu, by zgniły. Czasem używano także starych, zużytych wozów drewnianych. Miejscowe opowieści potwierdzały do niedawna istnienie pod szczytem takich porzuconych wózków. Samobójców z Ochotnicy chowano w nieoznaczonych mogiłach na samym szczycie Kotelnicy, przy kępie drzew położonej nieopodal istniejącej tam wówczas dużej polany. Właściciele pastwisk położonych w sąsiedztwie miejsca pochówku nazywali te pastwiska „Ku wisielcom”. W niektórych relacjach pojawiała się informacja, że pod Kotelnicą chowano również w zbiorowych mogiłach ofiary zaraz i pomorów.
Kiedy w 1940 roku niemieckie służby wznosiły w Gorcach wieże triangulacyjne, niezbędne do mapowania terenu, jedną z nich przewidziano właśnie na Kotelnicy. Zachowały się informacje, że chłopi ze Szlembarku, wyznaczeni przez Niemców do tych prac, w trakcie wykopywania dołów pod fundamenty wieży natknęli się na ludzkie kości. Wspomniana wieża zawaliła się w latach 50. XX w.

## Szlaki turystyki pieszej
Główny Szlak Beskidzki, odcinek: Knurowska Przełęcz – Turkówka – Turkowska – Bukowinka – Chałupisko – Cyrla – Studzionki – Kotelnica – Runek (Hubieński) – Runek – Polana Wybrańska – Kudowski Wierch – Kudów – Jaworzyny Ochotnickie – Lubań – Wierch Lubania. Odległość 13,7 km, suma podejść 750 m, suma zejść 430 m, czas przejścia: 4 godz., z powrotem 3:05 godz.